# Naturverjüngung

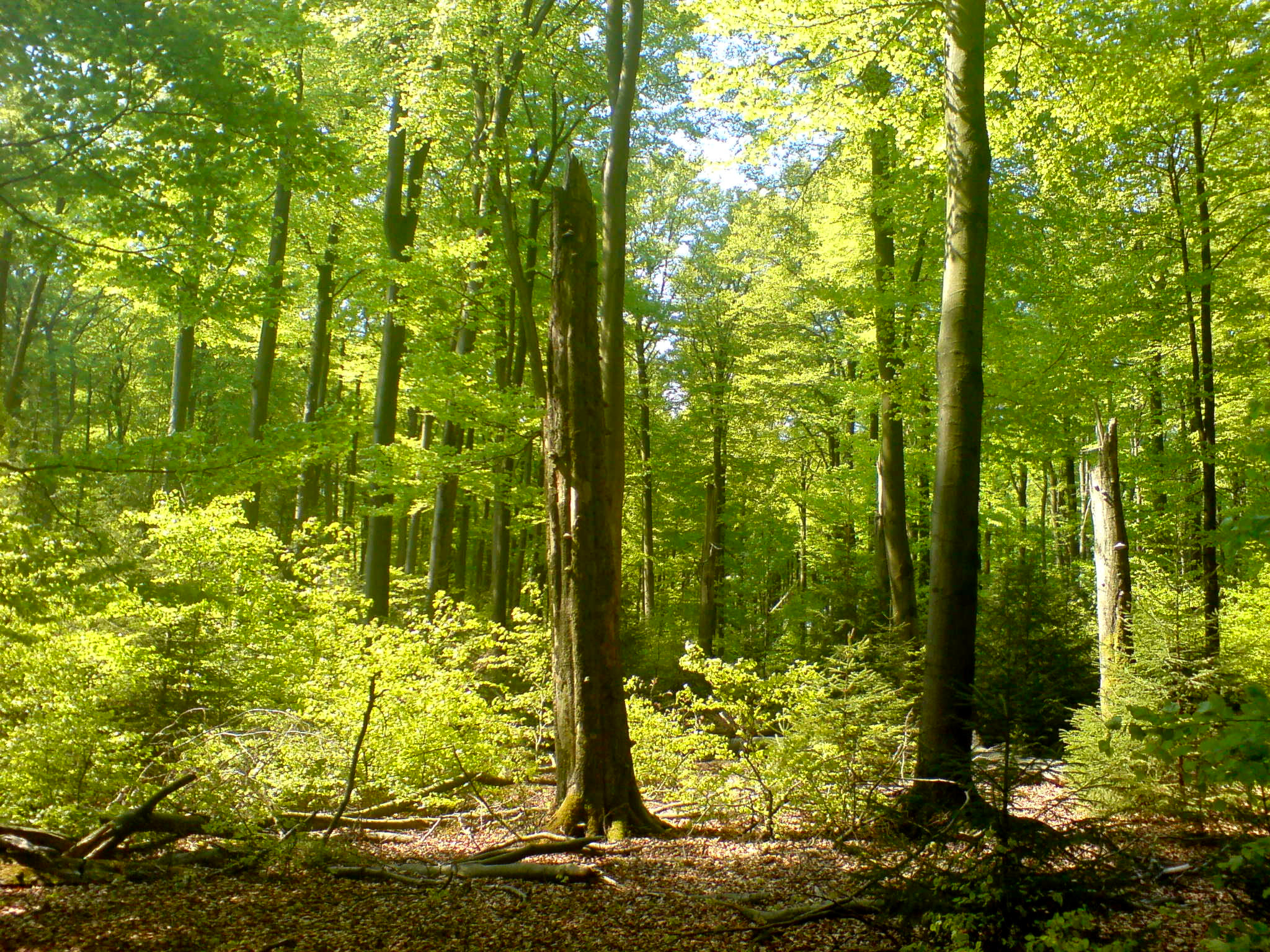
Naturverjüngung in einem Rotbuchenwald

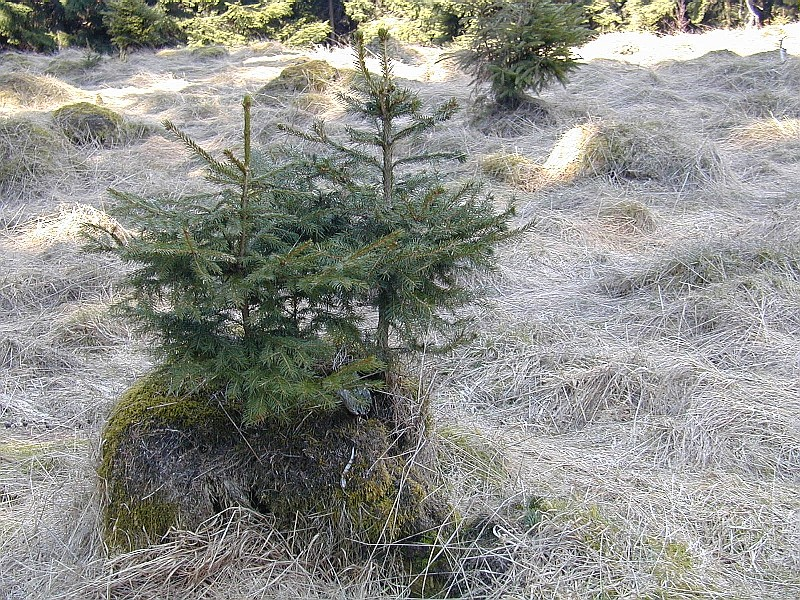
Totholzverjüngung auf vermodernden Fichtenstubben im Harz

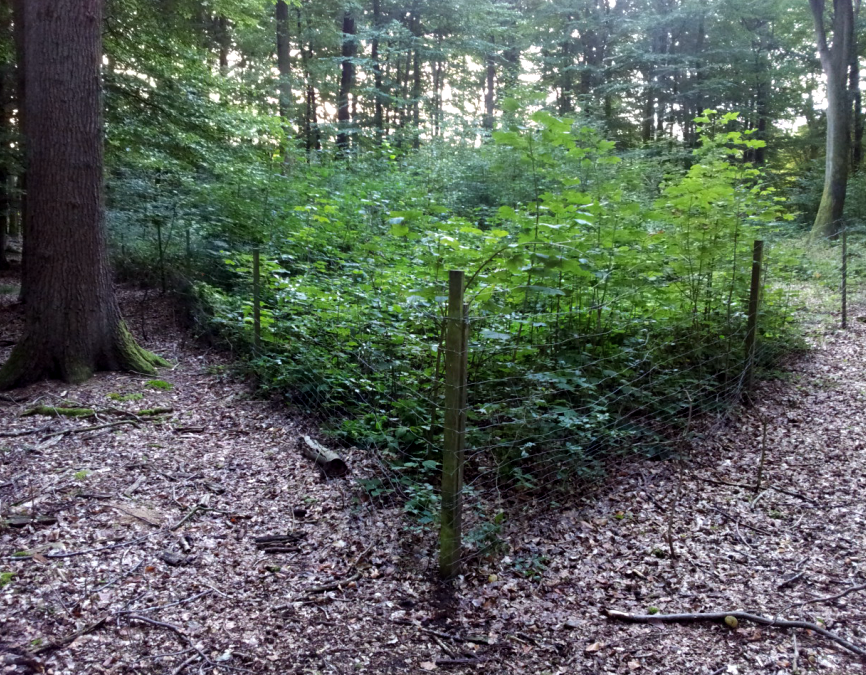
Naturverjüngung innerhalb und außerhalb eines Zaunes

Als Naturverjüngung wird in der Forstwirtschaft ein durch herabgefallene oder angeflogene Samen von umstehenden Bäumen, Überhältern auf Schlagflächen oder durch vegetative Vermehrung, zum Beispiel durch Stockausschlag, entstehender Nachwuchs-Waldbestand oder Teilbestand bezeichnet. Im Unterschied hierzu ist eine forstliche Kultur ein von Menschenhand durch Saat oder Pflanzung angelegter Nachwuchsbestand.

## Bezeichnungen
Aufschlag
die Naturverjüngung, die aus nicht flugfähigem Samen entstanden ist. Hierzu gehören zum Beispiel die Samen der Eichen, Rotbuchen oder Rosskastanien. Die Früchte fallen direkt auf den Boden (schlagen auf). Diese Form der Ausbreitung wird in der Biologie als Barochorie bezeichnet.
Anflug
die Naturverjüngung, die aus flugfähigem Samen entstanden ist. Viele Baumarten haben besonders leichte Samen. Die Ausbreitung durch die Luft, insbesondere bei Wind, wird häufig auch noch durch die besondere Gestalt der Samen zusätzlich unterstützt. Hierzu gehören unter anderem Fichten, Kiefern, Ahorne, Eschen, Pappeln und Weiden. Diese Form der Ausbreitung wird in der Biologie als Anemochorie bezeichnet.
In kleinerem Maße werden Baumsamen auch durch Vögel (z. B. Eichelhäher) oder Säugetiere (z. B. Eichhörnchen) verbreitet, die Nahrungsvorräte anlegen und vergessen.
Als Vorteile der Naturverjüngung werden vor allem Kosteneinsparung (kein Pflanzenkauf, keine Pflanzarbeit) und oft optimale Anpassung an den vorhandenen Standort genannt: Wenn die einer Naturverjüngung vorangegangene Generation am gleichen Standort bereits erfolgreich wuchs, kann dies auch von den Nachkommen erwartet werden.
Nachteilig ist die Gebundenheit an bereits vorkommende Baumarten sowie deren genetisches Potential.
Ein Problem für das Gedeihen einer Naturverjüngung ist neben Mangel an Niederschlägen in den Sommermonaten der Wildverbiss durch Rehe, Damwild und Rotwild, die Wildzäune als Schutzmaßnahmen erforderlich machen. Weisergatter werden eingerichtet, um das Naturverjüngungspotential einer Fläche nachzuweisen.